# الرميلي (سيئون)
'

تعديل مصدري - تعديل

الرميلي هي إحدى قرى عزلة سيئون بمديرية سيئون التابعة لمحافظة حضرموت، بلغ تعداد سكانها 26 نسمة حسب تعداد اليمن لعام 2004.